# Półczno
Półczno (kaszub. Pôłczno lub też Półczno, Pôłczëno, niem. Polschen) – wieś kaszubska w Polsce, położona w województwie pomorskim, w powiecie bytowskim, w gminie Studzienice, na Pojezierzu Bytowskim, przy drodze krajowej nr 20 Stargard - Szczecinek - Gdynia, nad jeziorem Glinowskim oraz owalnymi jeziorami Półczenko i Dyk, położonymi po obu stronach szosy. Wieś jest siedzibą sołectwa Półczno, w którego skład wchodzi również miejscowość Półczenko. Znajduje się tu również placówka Ochotniczej Straży Pożarnej.
| SIMC    | Nazwa     | Rodzaj    |
| ------- | --------- | --------- |
| 0751404 | Półczenko | część wsi |

## Historia
Po raz pierwszy nazwa Półczno wymieniona została w dokumentach z 1330 roku. W średniowieczu było ono początkowo osadą rybacką, którą później przekształcono w dobra rycerskie. Lokowana na prawie niemieckim osada uzyskała z biegiem lat typową formę zabudowy – ulicówki o rozdrożnym placu. Dobro rycerskie szybko zostało rozdrobnione między potomków kilku szlacheckich rodzin. W XVIII wieku Półczno było typową wsią kaszubskiej szlachty zaściankowej. Z 10 większych gospodarstw ziemie zostały podzielone i sprzedane pod zabudowę na początku XX wieku. Po roku 1920, gdy na wschód od wioski wytyczono granicę polsko-niemiecką, miejscowość stała się jednym z ważniejszych w okolicy przejść granicznych. Obowiązująca do 1938 roku oficjalna nazwa miejscowości Polschen została przez nazistowskich propagandystów niemieckich zweryfikowana jako zbyt kaszubska lub nawet polska i w 1938 r. (w ramach odkaszubiania i odpolszczania nazewnictwa niemieckiego lebensraumu) przemianowana na bardziej niemiecką – Kniprode. Po II wojnie światowej pozostało wsią typowo chłopską. Obecnie miejscowość zamieszkiwana jest głównie przez Kaszubów.
W latach 1945-1954 wieś była siedzibą gminy Półczno. W latach 1975–1998 miejscowość administracyjnie należała do województwa słupskiego.

## Zabytki
Według rejestru zabytków NID na listę zabytków wpisany jest kościół parafialny pw. św.św. Piotra i Pawła z lat 1906-07, nr rej.: A-1809 z 23.11.2007.
Półczno jest siedzibą parafii rzymskokatolickiej Świętych Apostołów Piotra i Pawła, powstałej w 1945 r. po przejęciu neogotyckiego kościoła wybudowanego w latach 1906-07. Pierwszym proboszczem parafii został ks. W. Luengen (1945-1955). Przystosował on protestancki kościół na potrzeby Kościoła Katolickiego. Kolejny proboszcz, ks. Lech Rychwalski (1955-1971) dzięki pomocy parafian przeprowadził kapitalny remont kościoła. Wspólnymi siłami założono witraże, sprawiono 2 ołtarze, ambonę i chrzcielnicę – wszystko z płaskorzeźby. Do dziś świątynia ta jest największą atrakcją turystyczną miejscowości.

## Galeria

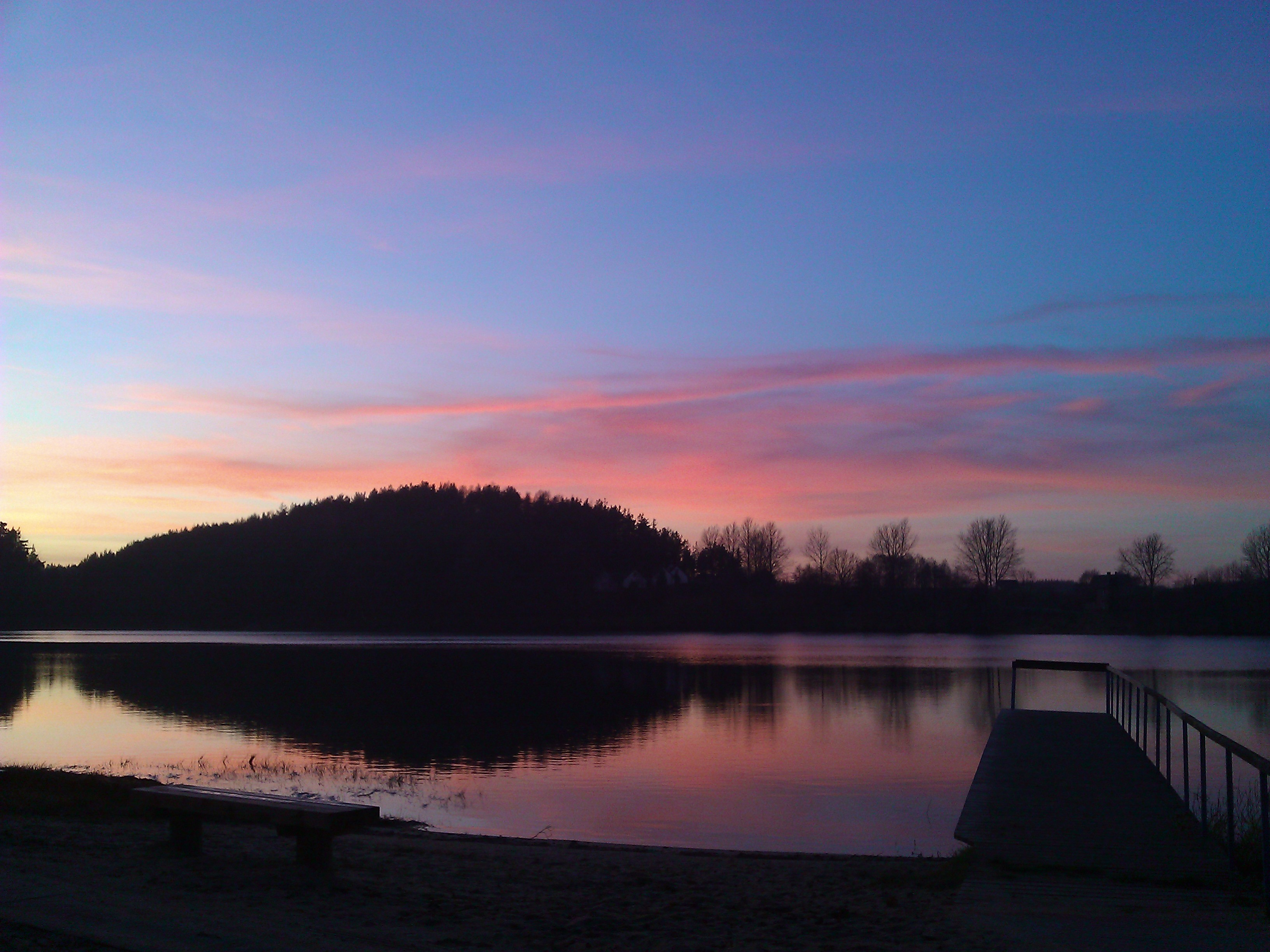
Kąpielisko nad jeziorem Półczenko
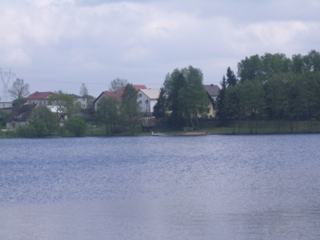
Półczno od strony jeziora Półczenko
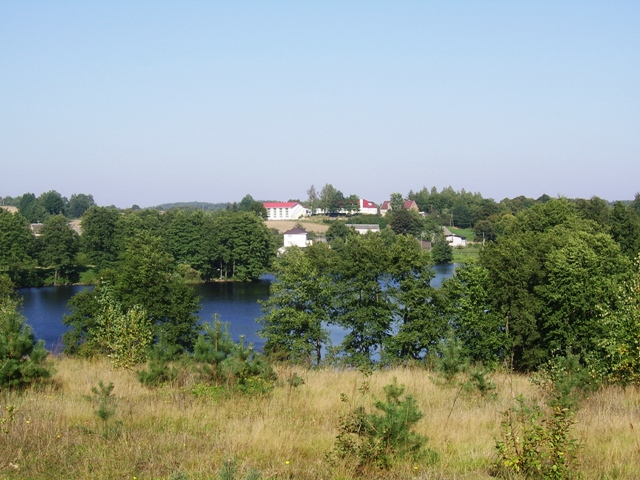
Widok Półczna od strony jeziora Dyk